# Ulrike Haller
Ulrike Haller (Meran, Tirol del Sud, Itàlia) és una soprano italiana que des del 2004 viu i treballa a Barcelona.

## Formació
Inicia els estudis musicals a la seva ciutat natal i posteriorment a la Universitat de Música i Art Dramàtic de Viena, on cursa estudis de piano i cant. Es gradua el 2002 amb les màximes qualificacions. També rep classes de cant d'Eliane Coelho. El 1993 obté el Primer Premi de Piano en el Concurs “Jugend musiziert” a Innsbruck (Àustria).

## Activitat musical
Com a solista ha actuat a Àustria, Suïssa i Itàlia i ha participat en produccions operístiques a Viena, en les quals ha interpretat els papers de Gretel (Hänsel i Gretel), Primera Dama i Pamina (La Flauta Màgica) o Maria (West Side Story). Cal mencionar la seva participació com a membre i solista d'alguns cors vienesos com el Wiener Kammerchor (dirigit per Johannes Prinz) i l'Arnold Schoenberg Chor (dirigit per Erwin Ortner) amb els quals ha fet diferents gires per Europa i Amèrica i ha actuat sota la direcció de Giovanni Antonini, Bertrand de Billy, Nikolaus Harnoncourt, Fabio Luisi, Roger Norrington o Simon Rattle.

El 2004 es trasllada a Barcelona, on estudia amb Maria Dolors Aldea, Marta Pujol i Àngel Soler, col·labora regularment amb el Cor de Cambra del Palau de la Música Catalana i ha exercit la docència al Conservatori de Girona i el de Santa Coloma de Gramenet. També rep consells de Maria Luisa Chova, José Van Dam i Kurt Widmer.
Ha actuat com a solista al Palau de la Música Catalana, L'Auditori de Barcelona, la Sagrada Família, Auditori de Girona, a l'Auditorio Manuel de Falla de Granada i en diverses poblacions catalanes acompanyada pel Cor de Cambra del Palau de la Música Catalana, el Cor Jove de l'Orfeó Català, Coral Cantiga, el Cor de Cambra Fòrum Vocal, Coral Belles Arts de Sabadell, l'Orquestra de Cambra Barroca de Barcelona, l'Orquestra de Cambra Terrassa 48, la Jove Orquestra Simfònica Gèrminans, l'Orquestra Camerata XXI, l'Orquestra de Girona, el Conjunt Liceu XXI, l'Orquestra Simfònica de Barcelona i Nacional de Catalunya o l'Orquestra Ciutat de Granada, amb obres com el Rèquiem alemany de Brahms, Carmina Burana d'Orff, Missa de Sant Nicolau de Haydn, Vespres de Mozart, Dixit Dominus i El Messies de Händel, Rèquiem de John Rutter, Les Illuminations de Britten, els Tres poemes de Mallarmé de Ravel, la Cantata 84 de J. S. Bach o la Gran Missa en Do menor de Mozart entre d'altres. També cal destacar la seva interpretació com a solista de la Segona Simfonia “Lobgesang” de Mendelssohn a l'Auditori de Barcelona amb l'OBC, sota la direcció de Carlo Rizzi.

Recentment ha actuat de solista amb el Cor Francesc Valls en un concert a la Catedral de Barcelona enregistrat per Catalunya Música.

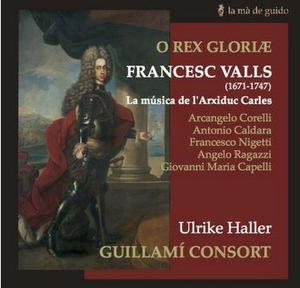
O Rex Gloriae. (La Mà de Guido), 2015

L'abril de 2013 és convidada a participar amb Música Reservata sota la direcció de Peter Phillips al Festival de Música Antiga de Barcelona.
Ullrike Haller fou convidada a inaugurar el Festival de Cantonigròs el 16 de juliol de 2015, juntament amb les Corals Càrmina, Canigó i la Jove Orquestra Nacional de Catalunya. El 9 de desembre de 2015, es va presentar el CD O Rex Gloriae. Francesc Valls. La música de l'Arxiduc Carles a la Biblioteca de Catalunya i Haller va participar amb diverses peces d'aquest enregistrament.
El 14 de febrer de 2016, actuà com a soparano solista a al concert Carmina Burana.zip, una versió per a dos pianos i percussió del Carmina Burana de Carl Orff.

## Enregistraments
- O Rex Gloriae (La mà de guido, 2015)[10]